# Minou Drouet
Pour les articles homonymes, voir Drouet.
Marie-Noëlle Drouet, dite Minou Drouet, née à Hillion (Côtes-d'Armor) le 24 juillet 1947, est une poétesse, comédienne et musicienne française.
En 1956, âgée de huit ans, Minou Drouet connaît un succès littéraire avec le recueil Arbre, mon ami, avant que des polémiques n'éclatent au sujet de l'authenticité de l'œuvre, certains affirmant qu'en réalité elle serait due à sa mère adoptive. Elle est cependant admise la même année à la Société des auteurs, compositeurs et éditeurs de musique. Elle publie encore quelques livres, est la vedette du film Clara et les Méchants. Elle s'essaie à la musique. Le succès s'amenuisant, elle se retire à la fin des années 1960.

## Biographie
Enfant illégitime, Marie-Noëlle Drouet est adoptée, à l'âge d'un an et demi, par Claude Drouet, préceptrice. Elle grandit à La Guerche-de-Bretagne. En raison d'une grave déficience visuelle, elle est presque aveugle pendant ses premières années et vit isolée. Puis elle commence à s'intéresser à la musique et montre beaucoup de dispositions pour le piano. Elle est prise en main par ses professeurs du Conservatoire national de musique, Lucette Descaves, Yves Nat, à qui elle écrit de nombreuses lettres « entremêlées de poèmes ». Lucette Descaves, frappée par leurs qualités de style, les montre à Louis Pasteur Vallery-Radot qui les transmet en 1955 à l'éditeur René Julliard. Ce dernier, qui vient de publier avec beaucoup de succès le roman Bonjour tristesse de Françoise Sagan, une jeune fille de dix-huit ans, est enthousiasmé par le talent littéraire de cette enfant de huit ans et, en 1955, édite, d'abord hors commerce, une collection de lettres et de poèmes de Minou Drouet. Au début de 1956, paraît un recueil de poèmes, Arbre, mon ami, qui connaît, comme le roman de Sagan, un grand succès de librairie.

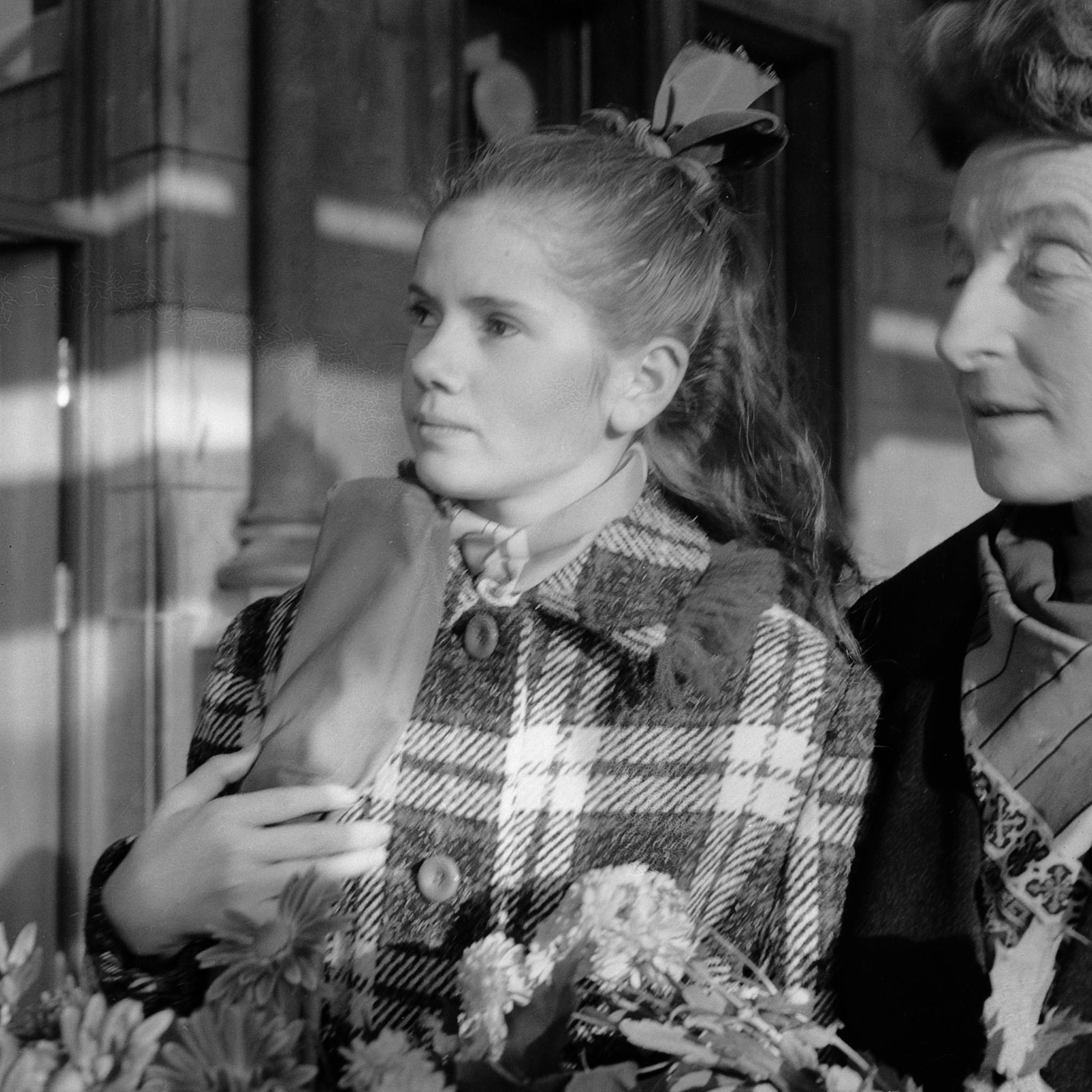
L'écrivaine et sa mère en 1960.

Une controverse passionnée se déclenche alors quant à l'authenticité de ces textes. Tandis qu'on peut en lire dans Le Figaro un compte rendu très favorable, le magazine féminin Elle publie une série d'articles affirmant que c'est la mère adoptive de Minou Drouet qui a rédigé ces lettres et poèmes et les a présentés comme l'œuvre de sa fille. Un grand nombre de personnalités du monde culturel prend parti dans cette « affaire Minou Drouet » que Julliard ne craint pas de qualifier, en raison de son effet sur le public, de « petite affaire Dreyfus ». Jean Cocteau, très influent à l'époque, déclare en décembre 1955, à une journaliste du magazine Elle qui l'interroge : « Tous les enfants de moins de neuf ans ont du génie, sauf Minou Drouet. » Drouet se soumet à plusieurs tests au cours desquels elle compose des poèmes sur des sujets choisis à l'avance et sous surveillance, sans possibilité d'une aide extérieure. En février 1956, avec le soutien d'Albert Willemetz, la fillette est admise à la Société des auteurs, compositeurs et éditeurs de musique.
Devenue une célébrité, Minou Drouet joue de la musique en public avec Andrés Segovia, Pablo Casals, Jacques Brel et Charles Aznavour, elle est reçue en audience privée au Vatican par Pie XII et participe à une soirée de gala à la Scala de Milan. Elle lit ses poèmes et joue du piano dans des boîtes de nuit, des théâtres et des arènes. Elle se réconcilie même avec Cocteau à l'occasion d'une rencontre.
En 1957, on lui confie le rôle principal du film Clara et les Méchants de Raoul André, sorti en salle l'année suivante.
Durant les années 1960, son succès s'amenuise. Ayant soigné sa grand-mère mourante, elle songe à devenir infirmière puis, après deux ans dans un hôpital, se produit à nouveau pendant un certain temps dans des clubs ou des cafés, et publie quelques livres pour enfants (fables et romans) qui n'attirent guère l'attention. Dans ses mémoires Ma vérité (1993), elle indique qu'à cette époque, elle ne ressentait plus le besoin d'écrire.

### Vie privée
Après avoir été fiancée avec Alain Dubois, elle épouse le 17 mars 1970, dans le 17e arrondissement de Paris, le chansonnier Patrick Font (1940-2018), rencontré en septembre 1968 et dont elle divorce en 1979.
Elle se remarie avec Jean-Paul Le Canu (1944-2017).
Elle vit retirée à La Guerche-de-Bretagne, loin des médias. Ses apparitions publiques sont rares.

## Filmographie

### Cinéma
- 1958 : Clara et les Méchants de Raoul André : Clara du Badoul des Essarts

### Œuvres
- 1955 : Poèmes et extraits de lettres, Paris, Julliard.
- 1956 : Arbre, mon ami : poèmes et extraits de lettres, Paris, Julliard.
- 1956 : Poèmes, Genève, Éd. René Kister.
- 1958 : Ouf de la forêt, Paris, Éd. G.P.-Presses de la Cité.
- 1959 : Le Pêcheur de lune, Paris, Pierre Horay.
- 1966 : Du brouillard dans les yeux (roman), Paris, Plon.
- 1966 : La Patte bleue ; suivie de Symphonie fauve ; Ami Pikpam , Paris, Casterman.
- 1968 : La Flamme rousse, Paris, Hachette.
- 1993 : Ma Vérité, Paris, Édition no 1.

### Chanson
Minou Drouet est l'autrice des paroles de diverses chansons composées entre 1956 et 1975 par Pierre Duclos, Jack Ledru, Paul Misraki ou encore Pierre Perrin. Elle-même a écrit la musique de plusieurs chansons sur des textes de Patrick Font (L'Algérien, L'Automne, Un brin de route ensemble, etc.).

## Divers
- Le peintre et sculpteur Georges Gimel fit un portrait de Minou Drouet à Megève.
- Minou Drouet dédicace « pour tous ses amis lecteurs de Spirou ce numéro »[11].